# Liste des chaînes de télévision en Italie
Cet article présente la liste des chaînes de télévision en Italie. La télévision a été introduite en Italie en 1939.
Ci-dessous se trouve une liste de chaînes de télévision diffusant dans la république d'Italie :

## Groupe Rai
- Rai 1 et Rai 1 HD
- Rai 2 et Rai 2 HD
- Rai 3 et Rai 3 HD
- Rai 4 : films, série et télé-réalité
- Rai 5 : culture, reportages, documentaires, art
- Rai Premium : séries TV produites par la RAI et telenovelas
- Rai News 24 : le premier canal d'actualité en Italie et le seul diffuse direct 24/24, mis à jour toutes les trente minutes.
- Rai Gulp : jeunes
- Rai Yoyo : enfants
- Rai Sport et Rai Sport + HD : sport; nouvelle dénomination de Rai Sport Satellite
- Rai Storia : histoire, culture et archives
- Rai Movie : films 24/24
- Rai Scuola : chaîne éducative, consacrée aux langues et à la science, créé en collaboration avec le Ministero dell'Istruzione, dell'Università e della Ricerca ; nouvelle dénomination de Rai Edu 1
- Rai Fiction ; séries enfants et du public adolescent
- Rai Südtirol ; Une diffusion sur toute la région Trentin-Haut-Adige (diffusion en allemand)

## Groupe Mediaset
- Canale 5 : informations, fictions, talk show et sport
- Italia 1 : fictions, films, variétés, sport et dessins animés
- Italia 2 : pour les hommes de 15 à 31 ans
- Rete 4 : actualité, films, fictions, divertissements, art
- La5 : programmation pour le public féminin
- TGCOM24 : chaîne d'information continue 24 sur 24
- Mediaset Italia : informations, séries, actualité, divertissement
- TV8 (Italie) : thématique national privé

## Autres chaînes
- Padre Pio TV : chaîne religieuse
- Telepace : chaîne religieuse
- TV2000 : chaîne religieuse

### Traduction
- (en) Cet article est partiellement ou en totalité issu de l’article de Wikipédia en anglais intitulé « Television in Italy » (voir la liste des auteurs).